# Autobahnkreuz Köln-West
Das Autobahnkreuz Köln-West (Abkürzung: AK Köln-West; Kurzform: Kreuz Köln-West) ist ein Autobahnkreuz das eine Eckverbindung des Kölner Autobahnrings bildet. Dort kreuzen sich die Bundesautobahnen A 1 und A 4 im Westen von Köln, unmittelbar an der Stadtgrenze zu Frechen zwischen den Kölner Stadtteilen Weiden, Junkersdorf und Marsdorf sowie dem Frechener „Gewerbegebiet Europark“.
Der im Südwesten des Kölner Autobahnrings gelegene Verkehrsknoten ist ein wichtiger und stark frequentierter Teil der Ost-West-Verbindung zwischen Belgien, den Niederlanden und Deutschland.

## Geschichte
Das Kreuz entstand Anfang der 1960er Jahre in „Kleeblatt-Form“ als Verbindung der A 4 mit dem nördlichen Teil der A 1. Zum echten Autobahnkreuz wurde es ab 1971 mit dem Bau des als Eifelautobahn bezeichneten Abschnitts der A 1 in Richtung Süden.
Von März 2001 bis März 2003 wurde das Kreuz umgebaut. Die ursprüngliche Form wurde beibehalten, jedoch wurden die Verflechtungsstrecken zwischen den stark befahrenen Rampen weitgehend entzerrt. Die auffälligste Änderung ist die separate Führung der Verbindungsrampe der Relation Aachen–Dortmund unterhalb der A 1, wodurch keine Verflechtung mehr mit dem Übereckverkehr von Dortmund in Richtung Olpe (A 4) und Frankfurt (A 3) entsteht. Dazu mussten zwei zusätzliche Brückenbauwerke errichtet werden.

## Ausbauzustand
Die A 4 ist bis in den Bereich des Autobahnkreuzes vollständig sechsstreifig ausgebaut, die A 1 verläuft südlich vierstreifig weiter. Seit Herbst 2015 verläuft die A 1 auch nördlich sechsstreifig.
Das Kreuz Köln-West wurde bis 2003 grundlegend umgebaut. Dabei wurde die bisherige Kleeblatt-Form durch Schaffung zusätzlicher Verbindungskurven (zum Beispiel direkte Verbindung von der A 4 aus Richtung Aachen auf die A 1 in Richtung Dortmund) entflochten. Seit 2012 wurde das Kreuz noch weiter umgebaut. Nach einem Baustillstand aufgrund von Vergabebeschwerden wurde die Bautätigkeit im Dezember 2014 wieder aufgenommen. Es wurden umfangreiche Entflechtungen der Verkehrsströme vorgenommen, die unter anderem auch wegen der unmittelbar südlich anschließenden – an der A1 gelegenen – Anschlussstelle Frechen und den dortigen Gewerbegebieten (mit hohem Lkw-Aufkommen) durchaus komplizierter ist. Als letzte Maßnahme wurde unter anderem eine zusätzliche Brücke für Verkehr von der A 4 aus Richtung Köln kommend zur A 1 Richtung Koblenz gebaut. Der Umbau wurde im letzten Quartal 2017 abgeschlossen.
Im Süden ist die Anschlussstelle Frechen an der A 1 im Autobahnkreuz integriert und teilt sich damit teilweise die Ein- und Ausfahrbereiche. Westlich wurde an der A 4 die Halbanschlussstelle Frechen-Nord (9a) geschaffen, die lediglich Verbindung in Richtung Aachen schafft und dadurch den Verkehr von Frechen und den Kölner Stadtteilen Weiden und Lövenich in dieser Richtung aufnimmt statt ihn über das Kreuz zu leiten. Seit der Fertigstellung wird immer wieder gefordert, die Ausfahrt zu einer Vollanschlussstelle auszubauen. Dieses Vorhaben ist nun Teil eines geplanten Maßnahmenbündels.

## Verkehr

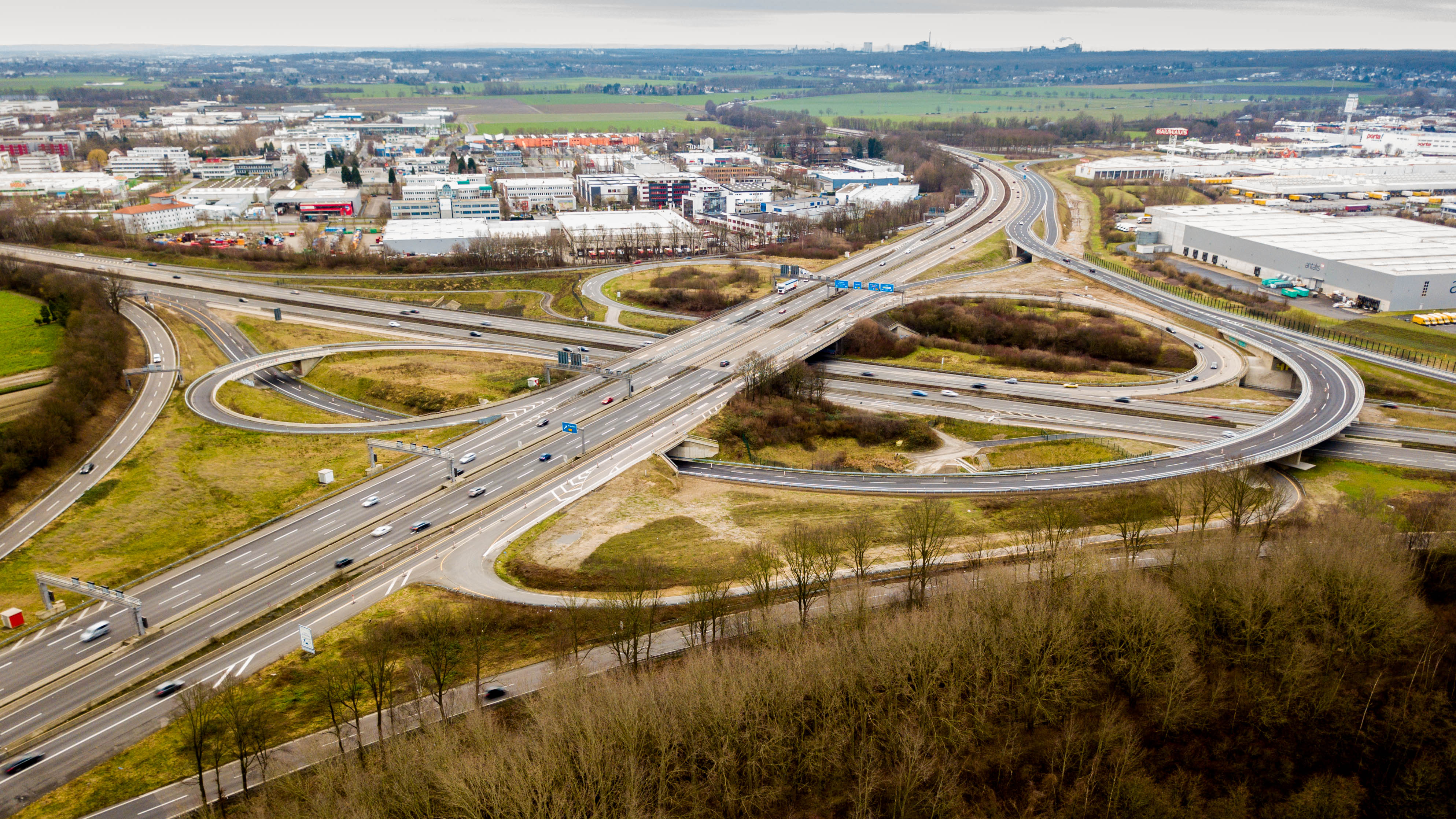
Sonntags nur schwach befahren – das Autobahnkreuz Köln-West 2019

Das Kreuz zählt zu den frequenzstärksten in Deutschland. Alleine die Verbindungsrampe Aachen–Dortmund wird täglich von ca. 15.000 Fahrzeugen (Stand: 2010) benutzt, die Verbindungsrampe Dortmund–Olpe/Frankfurt sogar von 20.000 Fahrzeugen pro Tag (Stand: 2010).
| Von                    | Nach                      | Durchschnittliche tägliche Verkehrsstärke | Durchschnittliche tägliche Verkehrsstärke | Durchschnittliche tägliche Verkehrsstärke | Anteil Schwerlastverkehr | Anteil Schwerlastverkehr | Anteil Schwerlastverkehr |
| Von                    | Nach                      | 2005                                      | 2010                                      | 2015                                      | 2005                     | 2010                     | 2015                     |
| ---------------------- | ------------------------- | ----------------------------------------- | ----------------------------------------- | ----------------------------------------- | ------------------------ | ------------------------ | ------------------------ |
| AS Köln-Lövenich (A 1) | AK Köln-West              | 117.000                                   | 115.500                                   | 126.200                                   | keine Daten              | 12,1 %                   | 10,0 %                   |
| AK Köln-West           | AS Frechen (A 1)          | 090.000                                   | 083.000                                   | 044.100                                   | keine Daten              | 12,1 %                   | 11,0 %                   |
| AS Frechen-Nord (A 4)  | AK Köln-West              | 076.700                                   | 075.100                                   | 084.800                                   | 13,5 %                   | 14,1 %                   | 14,3 %                   |
| AK Köln-West           | AS Köln-Klettenberg (A 4) | 104.800                                   | 104.300                                   | 117.900                                   | 11,7 %                   | 11,6 %                   | 13,7 %                   |